# 애슈퍼드 (켄트주)

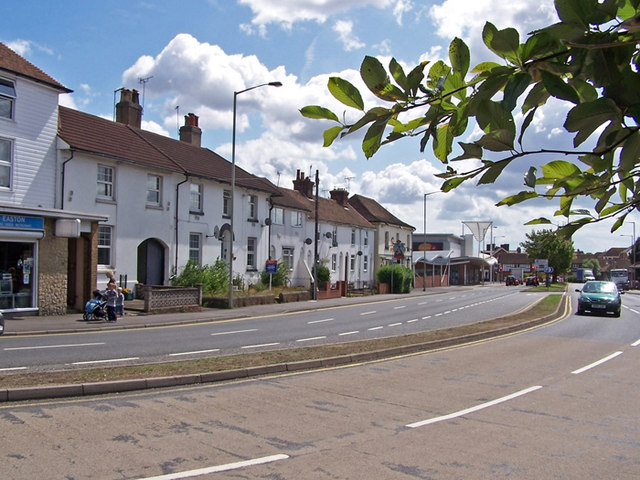
애슈퍼드

애슈퍼드(Ashford)는 영국 켄트주의 도시로, 인구는 74,204명(2011)이다.